# Eragrostis scotelliana
Eragrostis scotelliana är en gräsart som beskrevs av Alfred Barton Rendle. Eragrostis scotelliana ingår i släktet kärleksgrässläktet, och familjen gräs. Inga underarter finns listade i Catalogue of Life.